# Kratka istorija jednakosti
Kratka istorija jednakosti je knjiga francuskog političkog ekonomiste Toma Piketija. Izdala ju je Akademska knjiga iz Novog Sada 2023. godine. Sa francuskog ju je prevela Gordana Prodanović. Knjiga ima 270 strana.

## Originalno izdanje
Knjiga je originalno izdata 2021. pod nazivom Une brève histoire de l'égalité od izdavača Editions de Seuil iz Pariza.